# Rzewnie (gmina)
Pour les articles homonymes, voir Rzewnie.
Rzewnie est une gmina rurale (gmina wiejska) de la powiat de Maków, dans la Voïvodie de Mazovie, dans le centre-est de la Pologne.
Son siège administratif (chef-lieu) est le village de Rzewnie, qui se situe environ 18 kilomètres à l'est de Maków Mazowiecki (siège de la powiat) et 73 kilomètres au nord de Varsovie (capitale de la Pologne).
La gmina couvre une superficie de 111,72 km2 pour une population de 2 658 habitants en 2016.

## Histoire
De 1975 à 1998, la gmina est attachée administrativement à la voïvodie d'Ostrołęka.

Depuis 1999, elle fait partie de la voïvodie de Mazovie.

## Géographie
La gmina de Rzewnie inclut les villages et localités de :

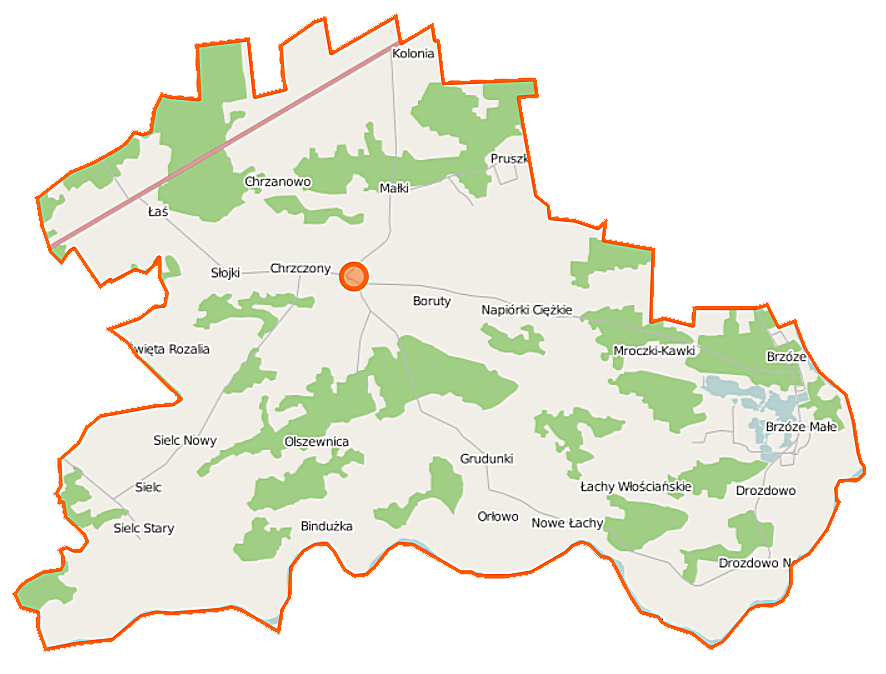
Plan de la gmina

- Bindużka
- Boruty
- Brzóze Duże
- Brzóze Małe
- Chrzanowo
- Chrzczony
- Dąbrówka
- Drozdowo
- Grudunki
- Łachy Włościańskie
- Łaś
- Łasiewity
- Małki
- Mroczki-Kawki
- Napiórki Butne
- Napiórki Ciężkie
- Nowe Drozdowo
- Nowe Łachy
- Nowy Sielc
- Orłowo
- Pruszki
- Rzewnie
- Słojki
- Stary Sielc

### Gminy voisines
La gmina de Rzewnie est voisine des gminy suivantes :
- Czerwonka
- Długosiodło
- Goworowo
- Obryte
- Różan
- Rząśnik
- Szelków

## Structure du terrain
D'après les données de 2002, la superficie de la commune de Rzewnie est de 111,72 km2, répartis comme tel :
- terres agricoles : 67%
- forêts : 24%

La commune représente 10,49% de la superficie du powiat.

## Démographie
Données du 30 juin 2004 :
| description        | Total  | Total | Femmes | Femmes | Hommes | Hommes |
| ------------------ | ------ | ----- | ------ | ------ | ------ | ------ |
| Unité              | Nombre | %     | Nombre | %      | Nombre | %      |
| population         | 2 730  | 100   | 1 324  | 48,5   | 1 406  | 51,5   |
| Densité (hab./km²) | 24,4   | 24,4  | 11,9   | 11,9   | 12,6   | 12,6   |